# Tomàquet quatre morros
El tomàquet quatre morros és una varietat de tomàquet amb el nom científic de Lycopersicon esculentum pròpia de l'àrea de Manresa. Es caracteritza per tenir protuberàncies molt marcades que fan recordar els grills de les mandarines. El 2010, només quatre horticultors la tenien com producció destacada i per a la resta és marginal a Manresa.